# Campionato peruviano di scacchi
Il Campionato peruviano di scacchi (Campeonato del Perú de ajedrez) si disputa dal 1942 in Perù per determinare il campione nazionale di scacchi. Dal 1997 si disputa anche il campionato femminile.
È organizzato dalla Federazione scacchistica peruviana (Federación Deportiva Peruana de Ajedrez).

## Albo dei vincitori

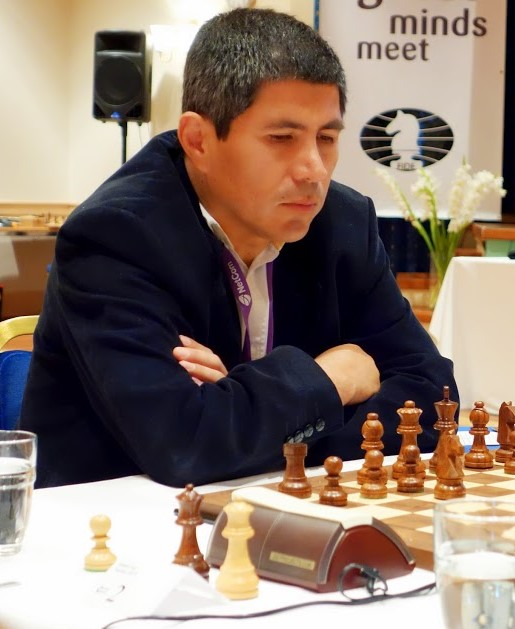
Julio Granda Zúñiga, cinque volte vincitore del campionato peruviano.

| Anno | Vincitore                   |
| ---- | --------------------------- |
| 1942 | José Andrés Pérez           |
| 1943 | José Andrés Pérez           |
| 1947 | Felipe Pinzón Sánchez       |
| 1949 | Julio Súmar Casis           |
| 1950 | Felipe Pinzón Sánchez       |
| 1951 | Felipe Pinzón Sánchez       |
| 1952 | Felipe Pinzón Sánchez       |
| 1953 | José Andrés Pérez           |
| 1955 | José Andrés Pérez           |
| 1957 | Néstor Del Pozo             |
| 1960 | Mario La Torre              |
| 1961 | Oscar Quiñones              |
| 1962 | Carlos Espinoza Rivasplata  |
| 1963 | Oscar Quiñones              |
| 1964 | Oscar Quiñones              |
| 1966 | Oscar Quiñones              |
| 1967 | Julio Súmar Casis           |
| 1968 | Orestes Rodríguez           |
| 1969 | Orestes Rodríguez           |
| 1970 | Orestes Rodríguez           |
| 1971 | Orestes Rodríguez           |
| 1972 | Orestes Rodríguez           |
| 1973 | Guillermo Ruiz              |
| 1974 | Carlos Pesantes             |
| 1975 | Héctor Bravo Sedamanos      |
| 1976 | Héctor Bravo Sedamanos      |
| 1978 | Manuel Gonzales Bernal      |
| 1979 | Carlo Robbiano Piura        |
| 1980 | Pedro García Toledo         |
| 1981 | Víctor Vílchez Talavera     |
| 1982 | Jorge Peláez Conti          |
| 1984 | Manuel Gonzales Bernal      |
| 1985 | Juan Reyes Larenas          |
| 1986 | Javier García Toledo        |
| 1987 | Henry Urday Cáceres         |
| 1988 | Jorge Pacheco Asmat         |
| 1989 | Marcos Osorio               |
| 1990 | Carlo Robbiano Piura        |
| 1993 | Jorge Pacheco Asmat         |
| 1994 | Julio Granda Zúñiga         |
| 1995 | Julio Granda Zúñiga         |
| 1996 | Julio Granda Zúñiga         |
| 1997 | Julio Granda Zúñiga         |
| 1998 | Mario Belli Pino            |
| 1999 | Henry Urday Cáceres         |
| 2000 | Filemón Cruz Lima           |
| 2001 | Carlomagno Oblitas Guerrero |
| 2002 | Julio Granda Zúñiga         |
| 2003 | Carlomagno Oblitas Guerrero |
| 2004 | Carlomagno Oblitas Guerrero |
| 2005 | Emilio Córdova              |
| 2006 | Jorge Cori                  |
| 2007 | Ernesto Ramos               |
| 2008 | Renato Alfredo Terry Luján  |
| 2009 | Efrain Palacios             |
| 2010 | Efrain Palacios             |
| 2011 | Efrain Palacios             |
| 2012 | Giuseppe Leiva              |
| 2013 | Elfer Cutipa                |
| 2015 | Renato Terry Luján          |
| 2016 | Fernando Fernández          |
| 2017 | Giuseppe Leiva              |
| 2018 | Kevin Cori                  |
| 2022 | Jorge Cori                  |
| 2023 | Marco Delgado Romero        |
| 2024 | Fernando Fernandez Sanchez  |

| Anno | Vincitrice           |
| ---- | -------------------- |
| 1997 | Silvana Gallardo     |
| 2000 | Karen Zapata         |
| 2002 | Karen Zapata         |
| 2003 | Karen Zapata         |
| 2004 | Karen Zapata         |
| 2007 | Ingrid Aliaga        |
| 2008 | Ann Chumpitaz        |
| 2009 | Ingrid Aliaga        |
| 2010 | Ann Chumpitaz        |
| 2011 | Ingrid Aliaga        |
| 2012 | Ingrid Aliaga        |
| 2013 | Nicole Valdivia Cano |
| 2015 | Mitzy Caballero      |
| 2016 | Ingrid Aliaga        |
| 2017 | Ingrid Aliaga        |
| 2018 | Ann Chumpitaz        |
| 2022 | Mitzy Caballero      |
| 2023 | Fiorella Contreras   |
| 2024 | Fiorella Contreras   |

## Campioni peruviani di scacchi per corrispondenza
La Liga Peruana de Ajedrez a Distancia (Lega peruviana di scacchi a distanza)  (LIPEAD)  organizza i campionati nazionali.
Il primo campionato peruviano di scacchi per corrispondenza è stato vinto da Oscar Basurco in un torneo svoltosi tra il 1972 e il 1975.
Ripassiamo i nomi di tutti i campioni:
1. Oscar Basurco (1972-1975)
2. Archie Milligan (1974-1977)
3. José Ranilla (1980-1982)
4. Augusto Garland Ghio (1983-1986)
5. Augusto Garland Ghio (1989-1992)
6. Miguel Bailly (1991-1994)
7. Alfredo Cilloniz (1993-1996)
8. Pedro Alzola (1993-1996)
9. Ricardo Teruya (1995-1997)
10. Alfredo Cilloniz (1997-1999)
11. Alfredo Cilloniz (1997-1999)
12. Alfredo Cilloniz (2002-2004)
13. Juan Reyes la Rosa (2006-2008) [8]
14. Alberto Moreno (2007-2009)  [9]
15. Robert Castro Salguero (2009-2011) [10]
16. Carlos Sosa Patiño (2011-2013)  [11]
17. Gino Figlio (2013-2015)  [12]
18. Jorge Quiñones Borda (2015-2017)  [13]
19. Luis Gonzaga Grego (2018-2021)  [14]
20. Marco Cusicanqui (2021-2022)  [15]